# Farkasmály
Farkasmály Gyöngyös városrésze, a város egykori szórakoztató negyede, ahol ma kiépült pincék várják a borkedvelőket. Évente itt rendezik meg az Ivó Napi Pincejárást.

## Története
Farkasmályban a Mátraalján.
A farkasmályi pincesor története hosszú évszázadokra nyúlik vissza. Az első pincéket az 1700-as években francia hadifoglyok vájták ki a Sárhegy andezittufa (láva és hamu) kőzetéből. A pincesor eredetileg zárt pincesor volt, mind a huszonhat pince előtt kisebb-nagyobb présházzal. A pincesor közepén állt a pincecsősz háza, ahonnan vigyázta a pincéket. A pincesor a borkereskedelem egyik fontos központja volt és a mulatozások színhelye.
A második világháború idején Gyöngyös lakosságának fő része, 7-8000 ember talált Farkasmályban menedéket a harcok elől. Ennek emlékére emelték a felső hídnál lévő Máriácska szobrot.
A világháború után az államosítás sem kedvezett Farkasmály fejlődésének.
Csak néhány éve kezdenek újra visszaépülni a présházak és kezd visszatérni az élet e kis völgybe.

## A Regélő Borház Csárda
A Regélő Borház pincéje 1834-ben készült. Az építtető Balla Antal gyöngyösi lakos, aki egyben a város fő adószedője volt. Szigorú foglalkozása dacára mindig barátsággal és jó borokkal várta a pincesorra kilátogatókat. A helybéliek Antusz bácsit farkasmályi remeteként emlegették. A Regélő présházát 1994-ben építették újjá.
A borház előtt található platánfákat Balla Antal ültette. Nagy elődünk sérülten megtalált márványtáblája az étterem végén a pince bejáratát díszíti.